# Boston Celtics 1977-1978
La stagione 1977-78 dei Boston Celtics fu la 32ª nella NBA per la franchigia.
I Boston Celtics arrivarono terzi nella Atlantic Division della Eastern Conference con un record di 32-50, non qualificandosi per i play-off.

## Roster
| N°   | Naz.                   | Ruolo | Sportivo          | Anno | Alt. | Peso |
| ---- | ---------------------- | ----- | ----------------- | ---- | ---- | ---- |
| 10   | Stati Uniti (bandiera) | G     | Jo Jo White       | 1946 | 191  | 86   |
| 11   | Stati Uniti (bandiera) | GA    | Charlie Scott     | 1948 | 196  | 79   |
| 12   | Stati Uniti (bandiera) | AC    | Sidney Wicks      | 1949 | 203  | 102  |
| 15-7 | Stati Uniti (bandiera) | G     | Ernie DiGregorio  | 1951 | 183  | 82   |
| 17   | Stati Uniti (bandiera) | GA    | John Havlicek     | 1940 | 196  | 92   |
| 18   | Stati Uniti (bandiera) | AC    | Dave Cowens       | 1948 | 206  | 104  |
| 20   | Stati Uniti (bandiera) | A     | Fred Saunders     | 1951 | 201  | 95   |
| 26   | Stati Uniti (bandiera) | AC    | Kermit Washington | 1951 | 203  | 104  |
| 27   | Stati Uniti (bandiera) | G     | Kevin Stacom      | 1951 | 191  | 84   |
| 30   | Stati Uniti (bandiera) | A     | Cedric Maxwell    | 1955 | 203  | 93   |
| 31   | Stati Uniti (bandiera) | AC    | Tom Boswell       | 1953 | 206  | 100  |
| 33   | Stati Uniti (bandiera) | AC    | Steve Kuberski    | 1947 | 203  | 98   |
| 34   | Stati Uniti (bandiera) | AC    | Jim Ard           | 1948 | 203  | 98   |
| 41   | Stati Uniti (bandiera) | A     | Curtis Rowe       | 1949 | 201  | 102  |
| 42   | Stati Uniti (bandiera) | G     | Don Chaney        | 1946 | 196  | 95   |
| 44   | Stati Uniti (bandiera) | G     | Dave Bing         | 1943 | 191  | 82   |
| 52   | Stati Uniti (bandiera) | GA    | Bob Bigelow       | 1953 | 201  | 98   |
| 54   | Stati Uniti (bandiera) | AC    | Zaid Abdul-Aziz   | 1946 | 206  | 107  |

## Staff tecnico
- Allenatori: Tom Heinsohn (11-23) (fino al 3 gennaio)[1], Satch Sanders (21-27)
- Vice-allenatori: Satch Sanders (fino al 3 gennaio), K.C. Jones (dal 5 gennaio)
- Preparatore atletico: Frank Challant